# تاپولیکااوپونکی
تاپولیکااوپونْکی (به فنلاندی: Tapulikaupunki) یک منطقهٔ مسکونی در فنلاند است که در هلسینکی واقع شده‌است. تاپولیکااوپونکی ۲٬۲۰ کیلومتر مربع مساحت و ۸٬۵۸۲ نفر جمعیت دارد.